# 伊丹彩華
伊丹 彩華（いたみ あやか、2005年5月16日 - ）は、日本の女子高生。熊本県出身。オスカープロモーション所属。
2017年、国民的美少女コンテスト演技部門賞受賞。

## 人物
趣味は、歌を歌うこと、日舞、特技は、二重跳び、変顔、ダンス

## 出演

### テレビ
- さくらの親子丼（東海テレビ） - 君塚美香 役

### 舞台
- 歌舞伎座 「時平の七笑」（2014年1月） - 村の童 役
- 明治座 「伊達の十役」（2014年5月） - 禿 役

### 広告
- 第94回選抜高等学校野球大会センバツ応援イメージキャラター[3]